# Pseudophilautus fergusonianus
Pseudophilautus fergusonianus là một loài ếch trong họ Rhacophoridae. Chúng là loài đặc hữu của Sri Lanka.
Các môi trường sống tự nhiên của chúng là các khu rừng ẩm ướt đất thấp nhiệt đới hoặc cận nhiệt đới, rừng mây ẩm nhiệt đới và cận nhiệt đới, các đồn điền, vườn nông thôn, và các khu rừng trước đây bị suy thoái nặng nề.